# Zhelestidae
Zhelestidae es una familia extinta de mamíferos euterios. Se encuentran en localidades del Cretácico Superior desde el Turoniano hasta el Maastrichtiano, siendo un grupo extremadamente exitoso, con representantes presentes en Europa, Asia, India (y posteriormente en Madagascar), África y América del Norte.  Se especializaron en un estilo de vida herbívoro e inicialmente se los consideró ungulados basales, pero, por la presencia de huesos epipúbicos y caracteres dentales "arcaicos", fueron reclasificados como euterios no placentarios.

## Taxonomía
Actualmente se consideran válidos los siguientes géneros:
- Alostera Fox, 1989
- Aspanlestes Nessov, 1985
- Avitotherium Cifelli, 1990
- Borisodon Archibald & Averianov, 2012
- Eoungulatum Nessov et al., 1998
- Eozhelestes Nessov, 1997
- Gallolestes Lillegraven, 1976
- Lainodon[8] Gheerbrant & Astibia, 1994
- Parazhelestes Nessov, 1993
- Sheikhdzheilia Averianov & Archibald, 2005
- Sorlestes Nessov, 1985
- Valentinella Tabuce et al., 2004
- Zhalmouzia Averianov & Archibald, 2012
- Zhelestes Nessov, 1985

El género Paranyctoides se considera el taxón hermano de todos los Zhelestidae.